# 英籍人士
英籍人士，又作英國臣民和英國子民等，是英國國籍法之下的一種英國國籍。現行對英籍人士的定義主要由《1981年英國國籍法令》等法律文件詮釋，根據1981年的法令，絕大部份英籍人士主要都是那些生於1949年1月1日以前，但只保留英籍人士身份而沒有其他國籍的人士。當中這類人士又以在1949年1月1日以前個別生於愛爾蘭共和國和英屬印度的人士為主；此外，個別無國籍人士如果符合資格，也可登記為英籍人士。不過，一般估計只有極少數人士擁有英籍人士國籍。
歷史上，大英帝國治下的臣民基本上都是英籍人士，但自《1948年英國國籍法令》生效後，英國及其殖民地設立了英國及殖民地公民國籍，而各英聯邦成員國也相繼制訂屬於自己的國籍，因此英籍人士僅保留作為英國、各殖民地、與各英聯邦成員國人民之間共同享有的身份，與英聯邦公民同義。及至《1981年英國國籍法令》在1983年生效後，英籍人士的定義被大幅修訂和收窄，而符合英籍人士定義者，僅佔少數。在日常場合中，英籍人士偶爾也可被籠統理解為英國國民或英國人等。

## 主要政策

### 現行定義
在現行英國國籍法之下，英籍人士的定義主要依據《1981年英國國籍法令》及其相關規例、以及《2006年入境、庇護及國籍法令》詮釋，當中又以1981年的法令為主。
- 一般定義
  - 根據《1981年英國國籍法令》，由1983年1月1日法令生效當天起計，下列人士可界定為英籍人士：[2]
    - 沒有公民身份的英籍人士；[a]或
    - 根據《1948年英國國籍法令》第二款申報為英籍人士者；[b]或
    - 根據《1965年英國國籍法令》登記成為英籍人士者。[c]
- 1949年1月1日前出生的愛爾蘭共和國公民
  - 針對1949年1月1日前出生的愛爾蘭共和國公民，如果他們未有根據《1948年英國國籍法令》第二款申報成為英籍人士，[b]但又報稱為英籍人士，他們可以書面向內政大臣提出繼續成為英籍人士，這類人士一旦被信納為英籍人士，將被視作由1949年1月1日起一直都是英籍人士。[2]不過，他們必須符合以下其中一項資格：[2]
    - 1948年12月31日當天，已經是愛爾蘭公民及英籍人士；並
    - 正以公務員身份服務於英國政府；或
    - 憑血緣和居住地等關係與英國或其海外領土有關連。
- 1983年1月1日或以後出生的英籍人士子女
  - 正常情況下，英籍人士不能透過血緣關係讓他們在1983年1月1日或以後所生的子女自動成為英籍人士，除非有關子女：[5]
    - 至少父或母一方是英籍人士；[d]及
    - 在1983年1月1日或以後生於英國或其海外領土；及
    - 如不成為英籍人士，將成為無國籍人士。

### 國籍登記
在1983年1月1日或以後生於英國及其海外領土以外的人士，如果出生時成為無國籍人士，而且父或母其中一方是英國公民、英國海外領土公民、英國海外公民或英籍人士，他們將合資格登記取得與父母同等的英國國籍，但他們須符合以下條件：
- 申請登記時，已連續定居英國或其海外領土滿三年；及
- 期間未曾離開英國或其海外領土超過270天，有特別原因除外；及
- 由出生到提出申請期間都是無國籍人士。

如果申請人的父或母一方擁有多於一種英國國籍，申請人有權取得父或母一方、或是父母雙方的國籍，但申請人必須表明他希望取得的是哪一種或哪幾種國籍。不過，如果申請人已登記成為英國公民、英國海外領土公民或英國海外公民，他們將不能夠登記成為英籍人士。
針對18歲以下的未成年人士，內政大臣有權為他們登記成為英籍人士，但他們須符合以下條件：
- 至少父或母一方是英籍人士；[d]及
- 屬於無國籍人士且無法取得任何國籍；及
- 處境值得同情（例如由於沒有國籍，以致無法享用提供予國民的醫療和教育等公營設施和服務）；及
- 家庭正面臨被原來居住的國家遞解出境，且一旦遞解出境以後，只有英國能收容他們；及
- 品格行為良好（適用於10歲以上之未成年人士）。

### 放棄或喪失國籍
英籍人士有權放棄國籍，但須符合以下條件：
- 已經或將會取得其他公民身份或國籍；及
- 年滿18歲或已婚；及
- 神智正常。

英籍人士如果於1983年1月1日以後取得其他公民身份或國籍，即喪失英籍人士身份。不過，有關情況不適用於根據《1981年英國國籍法令》或《1948年英國國籍法令》第二款申報為英籍人士者。

### 登記成為英國公民
英籍人士有權登記成為英國公民，但須符合以下條件：
- 在英國定居滿五年（在這種情況下，將可透過血緣以外的關係登記成為英國公民，意味日後子女即使在英國以外出生，也可繼承英國公民身份）；或
- 獲內政大臣信納：[10]
  - 有關人士沒有其他公民身份或國籍；及
  - 有關人士曾經擁有其他公民身份或國籍，但自2002年7月4日以來未曾放棄或自願失去有關身份或國籍（在這種情況下，將可透過血緣以外的關係登記成為英國公民，意味日後子女即使在英國以外出生，也可繼承英國公民身份）。[e]

此外，內政大臣也可運用特權讓下列英籍人士登記成為英國公民：
- 現正或曾經以公務員身份在英國海外領土的政府服務；或
- 現正或曾經在英國海外領土的法定組織服務。

## 歷史沿革

### 1983年以前
歷史上，除了英屬保護領等並不由英國擁有主權的藩屬，英國國籍法基本上把所有在大英帝國治下的臣民籠統歸類為英籍人士。一直到《1914年英國國籍及外籍人士身份法令》由1915年1月1日起生效後，英國法律才首次就英籍人士的申請資格作出規範。根據1914年的法令，任何人士生於英國、其屬土和自治領，都屬於英籍人士，另外透過歸化入籍、血緣、婚姻等原因，也可成為英籍人士。
及至第二次世界大戰前後，隨著大英帝國逐步過渡成為英聯邦，以及各自治領進一步發展成為主權獨立的國家，原來單一的國籍法也有改革的必要，以便英聯邦各成員國各自制定自己的一套國籍法，《1948年英國國籍法令》遂應運而生。根據1948年的法令，由1949年1月1日法令生效起計，絕大部份居於英國及其殖民地的人士被重新歸類為新設的英國及殖民地公民。其他成為英聯邦成員國的前自治領，例如加拿大和澳洲等，則相繼制訂屬於自己的國籍。此外，根據1948年法令，任何人士只要與英國或其殖民地具一定關係，儘管並不居於有關地方，也可獲界定為英國及殖民地公民，其他英聯邦成員國在法例上也有類似的安排。
由於各英聯邦成員國已相繼制訂自己一套國籍，因此在1949年前的英籍人士，也按照各自的背景相應成為英國及殖民地公民或個別英聯邦國家的公民，這意味英籍人士與英聯邦公民劃上等號。同時，由1949年起，要成為英籍人士及英聯邦公民，就必先成為英國及殖民地公民或個別英聯邦國家公民，所以英籍人士及英聯邦公民也就是所有英國及殖民地公民與各個獨立英聯邦國家公民共同擁有的身份。以加拿大為例，一名在1940年生於當地的人士，可憑藉英屬自治領的關係成為英籍人士。由1949年1月1日起，由於加拿大在英國國籍法下被界定為獨立英聯邦國家，因此他未有成為英國及殖民地公民，但成為加拿大公民，並同時是英籍人士及英聯邦公民。
針對一些從英國獨立的英聯邦國家，如果當地原來的英國及殖民地公民未有成為該國公民，或未有憑血緣關係取得其他國籍，那他們仍會保留英國及殖民地公民國籍。就英屬印度而言，在1949年1月1日前的英籍人士如果未有成為印度公民或巴基斯坦公民，他們將被界定為沒有公民身份的英籍人士。

### 1983年以後
《1981年英國國籍法令》在1983年1月1日起生效後，大幅度地改變了《1948年英國國籍法令》生效以來制訂的英國國籍法框架。其中，1981年的法令把原來的英國及殖民地公民國籍重新分類為三種英國國籍，分別是：
- 英國公民；
- 英國屬土公民（2002年改稱英國海外領土公民）；及
- 英國海外公民。

1981年的法令又同時為以下兩類國籍作出詳細解釋：
- 英籍人士；及
- 受英國保護人士。

隨後因應香港主權將於1997年由英國移交中國，英國國會和樞密院分別制訂《1985年香港法令》和《1986年香港（英國國籍）令》，引入多一種國籍：
- 英國國民（海外）

在1981年的法令下，英籍人士不再等同於英聯邦公民，也不再是英國及殖民地公民與各英聯邦成員國公民共同享有的身份；相反，英籍人士的涵義被大幅修訂和縮小。基本上，只有在1948年12月31日當天擁有英籍人士身份，但隨後成為沒有公民身份的英籍人士、某些透過《1948年英國國籍法令》第二款申報為英籍人士者、或透過《1965年英國國籍法令》登記為英籍人士者，才符合1981年法令定義下的英籍人士。
根據1981年的法令，絕大部份英籍人士都是那些在1949年1月1日當天只保留英籍人士身份者。在現實，這類人士大多數是那些生於1949年1月1日以前，並申報成為英籍人士的愛爾蘭公民；以及1949年1月1日以前生於英屬印度，但只保留英籍人士身份而沒有成為印度公民或巴基斯坦公民的人士。一般相信，只有極小數的人士符合1981年法令的定義成為英籍人士，而外交部方面沒有記錄英籍人士護照持有人的數量，也無法估計有多少英籍人士護照持有人合資格登記成為英國公民。雖然有其他途徑可登記成為英籍人士，但須符合多項嚴格要求才有權提出登記，因此相信只有極小數人士，例如某些無國籍人士，合資格登記為英籍人士。由於英籍人士主要由生於1949年1月1日以前的人士組成，而且不能自動讓子女成為英籍人士，因此相信英籍人士的數目會隨時間而減少，甚至消失。
英籍人士是1981年法令界定下的一種國籍，與其他英國國籍，包括英國公民、英國海外領土公民、英國海外公民和英國國民（海外），都同屬於英聯邦公民。在英國脫歐前，英籍人士與英國公民的最大分別，在於如果英籍人士本身沒有其他歐洲國籍或護照，他們不能像英國公民一樣自由出入歐盟，並可能要申請簽證。英國脫歐後，英國公民已喪失在歐洲自由出入的權利。在如今歐盟的框架下，英籍人士與英國公民無異。此外，一般而言只有英國公民擁有英國居留權，與其他英國國籍持有人一樣，1983年1月1日或以後出生的英籍人士沒有英國居留權，至於1983年1月1日前出生的英籍人士，他們可憑藉其英聯邦公民身份取得英國居留權，但須符合以下條件：
- 在1982年12月31日當天已經擁有英聯邦公民身份，而且出生時或被收養時，至少父或母其中一方已經憑藉在英國出生的關係成為英國及殖民地公民；或
- 女性英聯邦公民在1983年1月1日前已嫁給一名擁有英國居留權的男性。

## 其他英联邦国家
1949年到1983年之间，一些英联邦国家（特别是英联邦王国）也在法律中定义了“英籍人士”作为国籍的一种，其概念基本和当时英国法律下的概念吻合，但随着各国国籍法的发展，大多在1983年之前就取消了“英籍人士”类别，在一些国家代之以“英联邦公民”类别，但其定义及相应的权利都各有不同。1949年之后“英籍人士”类别在主要英联邦国家的沿革简述如下：
- 南非：1961年离开英联邦因而南非公民丧失英籍人士资格，《1962年英联邦关系法令》修改国籍法删除所有有关英国国籍条文。
- 加拿大：《1947年公民籍法令》定义“英籍人士”国籍类别，《1977年公民籍法令》取消。
- 澳大利亚：《1948年国籍及公民籍法令》定义“英籍人士”国籍类别，但直到1987年才修改法律取消此类别，因此1983年到1987年之间英国公民和澳大利亚公民在英国法律下都已不是英籍人士，但在澳大利亚法律下却都继续保留英籍人士资格。[19]澳大利亚法律下的“英籍人士”也比英国法律下的定义较广：例如独立后的印度公民在澳大利亚法律下仍是英籍人士。
- 新西兰：《1948年英国国籍及新西兰公民籍法令》定义“英籍人士”国籍类别，《1977年公民身分法令》取消，并将“英联邦国民（英籍人士）”归入“外籍人士”（Alien）定义中。[20]
- 马来西亚与新加坡：1948年至1959年之间，随着马来亚各殖民地获得自治，即获得称为“英籍人士：某地公民”的特立英国国籍类别，后来演变成新加坡和马来西亚国籍。[21]
- 津巴布韦：《1963年南罗得西亚公民籍及英国国籍法令》定义“英籍人士”国籍类别，1970年罗得西亚议会废除该法，1980年英国承认津巴布韦独立并承认1963年法令废除。

## 其他用法和中文译名
雖然英籍人士（British subject）在《1981年英國國籍法令》定義下是英國國籍的一種，但在日常英文場合中，仍有籠統地以英籍人士形容英國國民或英國人的情況。在英國法律中，也仍有一些像國王子民（King's subjects）或國王陛下臣民（His Majesty's subjects）一類的概念，但这些概念並不等同於英國國籍法下對英籍人士的定義。
“英籍人士”译法来自現代香港法律，在其他的雙語法律文件中在歷史上也有各種其他譯法，例如《中英天津條約》裏，英文本的“British subject”在中文本裏分別譯爲“英國民人”、“英國屬民”等。在香港法律以外的當代中文論述中，“British subject”也時常被譯為“英國臣民”、“英國子民”等。反之，在香港法律以外，“英籍人士”也常按照其字面意义用来指英国公民或英国国民等其他公民类别：例如中華民國外交部設有「英籍人士申請中華民國青年交流居留簽證」，但簽證英文版為「Youth Mobility Scheme Resident Visa to the Republic of China (Taiwan) by Citizens of the United Kingdom」，未有相應採用「British subjects」的字眼，而申請對象實際上也以英國公民為主。

## 補充說明
1. 1 2  這類人士特指在1948年12月31日當天擁有英籍人士身份，但沒有根據《1948年英國國籍法令》成為英國及殖民地公民、任何一個英聯邦國家的公民、巴基斯坦公民或愛爾蘭共和國公民的人士。[3]
2. 1 2 3  根據《1948年英國國籍法令》第二款，個別人士如在1948年12月31日當天同時身為愛爾蘭公民和英籍人士，可申報繼續成為英籍人士。[4]
3. 1 2  這類人士特指一些透過嫁給沒有其他公民身份的英籍人士或根據《1948年英國國籍法令》第二款申報的英籍人士，憑藉婚姻關係登記成為英籍人士的婦女。[3]
4. 1 2  關於父母的定義，針對2006年7月1日前所生的子女，母親一方只適用於1983年1月1日或以後所生的子女，1983年前出生的子女並不能從母親一方繼承國籍；父親一方必須與妻子具有正式的婚姻關係。此外，如果父母在子女出生後才正式結婚，該名子女可因為這段婚姻關係被視為合法子女。在某些情況下，無效婚姻下所生的子女仍可被視作合法子女。針對2006年7月1日或以後所生的子女，母親一方特指誕下子女的該名婦女；父親一方必須在子女出生時與妻子具有正式的婚姻關係，或是根據《1990年人類受精及胚胎學法令》第28款界定下的父親，如果父親一方未能符合以上任一條件，他必須證明自己的父系身份，例如提交子女出生首年內發出、並已注明父親身份的出生證明書，或透過DNA測試、法庭指令或其他證據，使內政大臣信納其父系身份。[6]
5. ↑  某些國家會因為國民取得其他國籍而喪失原來的國籍，在這種情況下，提出登記成為英國公民的英籍人士將被視作自願喪失原來國籍。[1]

## 注腳
1. 1 2  "BN3 – BRITISH SUBJECT STATUS", page 6.
2. 1 2 3 4 5  Sections 30 & 31, Part IV, British Nationality Act 1981 (1981)
3. 1 2  "BN3 – BRITISH SUBJECT STATUS", page 5.
4. ↑  Section 2, Part I, British Nationality Act 1948 (1948)
5. ↑  "BN3 – BRITISH SUBJECT STATUS", page 2.
6. ↑  "BN3 – BRITISH SUBJECT STATUS", pages 5-6.
7. 1 2 3  "BN5 – INFORMATION ABOUT PROVISIONS FOR REDUCING STATELESSNESS", page 4.
8. ↑  Section 58, Immigration, Asylum and Nationality Act 2006 (2006)
9. 1 2 3 4  "BN3 – BRITISH SUBJECT STATUS", page 3.
10. 1 2 3  "BN3 – BRITISH SUBJECT STATUS", pages 3-4.
11. 1 2 3 4 5 6 7 8  "CONFIRMATION OF BRITISH NATIONALITY STATUS (Guide NS)", page 6.
12. 1 2 3 4 5 6 7  "Passports" (4 May 2004)
13. 1 2 3  Section 1, Part 1, British Nationality Act 1948 (1948)
14. 1 2 3 4 5  "CONFIRMATION OF BRITISH NATIONALITY STATUS (Guide NS)", page 4.
15. ↑  The Constitution of the United Kingdom (1991), page 23.
16. ↑  "British Citizenship" (17 October 2006)
17. ↑  Section 37, Part V, British Nationality Act 1981 (1981)
18. ↑  "Commonwealth citizens with the right of abode"
19. ↑  Bagaric, Boyd, Vrachnas, Dimopoulos and Tongue, Migration and Refugee Law in Australia: Cases and Commentary, Cambridge University Press (2007) ISBN 0-521-69137-0, ISBN 978-0-521-69137-6
20. ↑  见新西兰《1977年公民身分法令》第二条
21. ↑  .   [2014-03-07]. （原始内容存档于2013-12-25）.
22. ↑  Casciani (21 January, 2005)
23. ↑  R. (on the application of Bancoult) v. Secretary of State for Foreign and Commonwealth Affairs [2000] All ER (D) 1675 at para. 57.
24. ↑  例如《釋義及通則條例》附表9：暫時性條文 （页面存档备份，存于）
25. ↑  例如：〈再爆國籍問題　樂可銘：馬英九是「英國臣民」〉 （页面存档备份，存于）（2012年1月6日）；〈見光死〉（2009年12月14日） （页面存档备份，存于）；〈香港英籍的居歐權問題〉（2009年12月7日） （页面存档备份，存于）；〈中神期刊﹕ 國民身分與教會承擔〉 （页面存档备份，存于）
26. ↑  "YOUTH MOBILITY SCHEME VISA"

## 外部連結
- 英國內政部英籍人士簡介頁 （页面存档备份，存于）
- 《釋義及通則條例》（香港法例第1章） （页面存档备份，存于）